# Santuario di Maria Santissima Consolatrice del Carpinello
Il santuario di Maria Santissima Consolatrice del Carpinello è la chiesa madre di Visciano, nella città metropolitana di Napoli. È frequente meta di pellegrinaggi.

## Storia
L'origine del santuario di Maria Santissima del Carpinello si riallaccia col sorgere dell'antichissimo casale feudatario di Visciano o Bisciano. Dove attualmente sorge il Santuario, vi era in origine una piccola cappella, che serviva da parrocchia e da abbazia.
Della prima relazione della visita pastorale, tenuta dal vescovo di Nola mons. Antonio Scarampi, bergamasco, il 15 aprile del 1552, la cappella ci si presenta col titolo ci parrocchia dedicata a Maria Santissima Assunta in cielo.
Col ritrovamento del quadro di Maria SS. del Carpinello all'interno dell'abbazia, l'antico titolo di Maria SS. Assunta in cielo, l'abate don Nicolò De Angelis dapprima riparò l'abbazia, poi volendo prevenire per l'avvenire qualsiasi disastro,  decise nel 1739 di far costruire l'abbazia in luogo più sicuro al centro del paese dove anticamente sorgeva una cappellina dedicata a San Nicola. Essa acquistò così il titolo di Santuario, e intitolata inizialmente a Maria SS. Assunta in Cielo, divenne celebre santuario dedicato esclusivamente a Maria SS. del Carpinello. L'undici dicembre 1986 mediante decreto il Santuario viene elevato alla dignità di basilica minore

## Arte e architettura

### Esterni
Il complesso, sorge su pianta ottagonale, quindi è a pianta centrale. Il diametro è di m. 28. 5 alla base. I lati delle pareti sono di m. 11 cadauna. Caratteristica è l'insieme degli otto cantoni di cemento armato che si librano dal suolo convergendo all'altezza di m. 20, un anello a tamburo del diametro di m. 10. Dal basso si nota una grande cupola ottagonale sviluppata al di sopra dell'anello che crea uno slancio ancora maggiore verso l'alto.

### Interni
L'altezza totale è m. 32. La superficie interna m² 800. Al centro la cupola disegna un tamburo circolare di chiusura in cui convergono i costoloni formando una stella. I lati della cupola sono protetti da vetrate triangolari decorate, rappresentanti le 8 beatitudini. Il pavimento rappresenta una grande stella in marmi policromi.